# Rue de Paris (Épinay-sur-Seine)
Pour les articles homonymes, voir Rue de Paris.
La rue de Paris, est une voie de communication d'Épinay-sur-Seine, qui suit le tracé de la route départementale 910.

## Situation et accès
À l'ouest, à l'intersection avec le sentier des Deux-Gares et le pont de la Résistance, elle passe sous le pont ferroviaire de la ligne 11 du tramway d'Île-de-France et de la ligne de la grande ceinture de Paris. Elle est parcourue sur ce segment, par la Ligne 8 du tramway d'Île-de-France. 
Elle traverse ensuite le croisement de l'avenue du 18-Juin-1940 et de l'avenue Salvador-Allende. Entrant dans le cœur historique de la ville, son tracé devient plus sinueux. Elle passe devant la place René-Clair et l'église.
Elle se termine à la route nationale 14.

## Historique
Le baron Ernest Édouard Saillard commandant du 1er bataillon de la Garde mobile de la Seine pendant le siège de Paris, y fut blessé mortellement lors de l'attaque de la redoute d'Epinay le 30 novembre 1870,,. Toute proche, l'impasse du Baron-Saillart commémore ce fait d'armes.
Jusqu'en 1880, à la construction du pont d'Épinay, cette rue descendait jusqu'à la Seine.

## Origine du nom

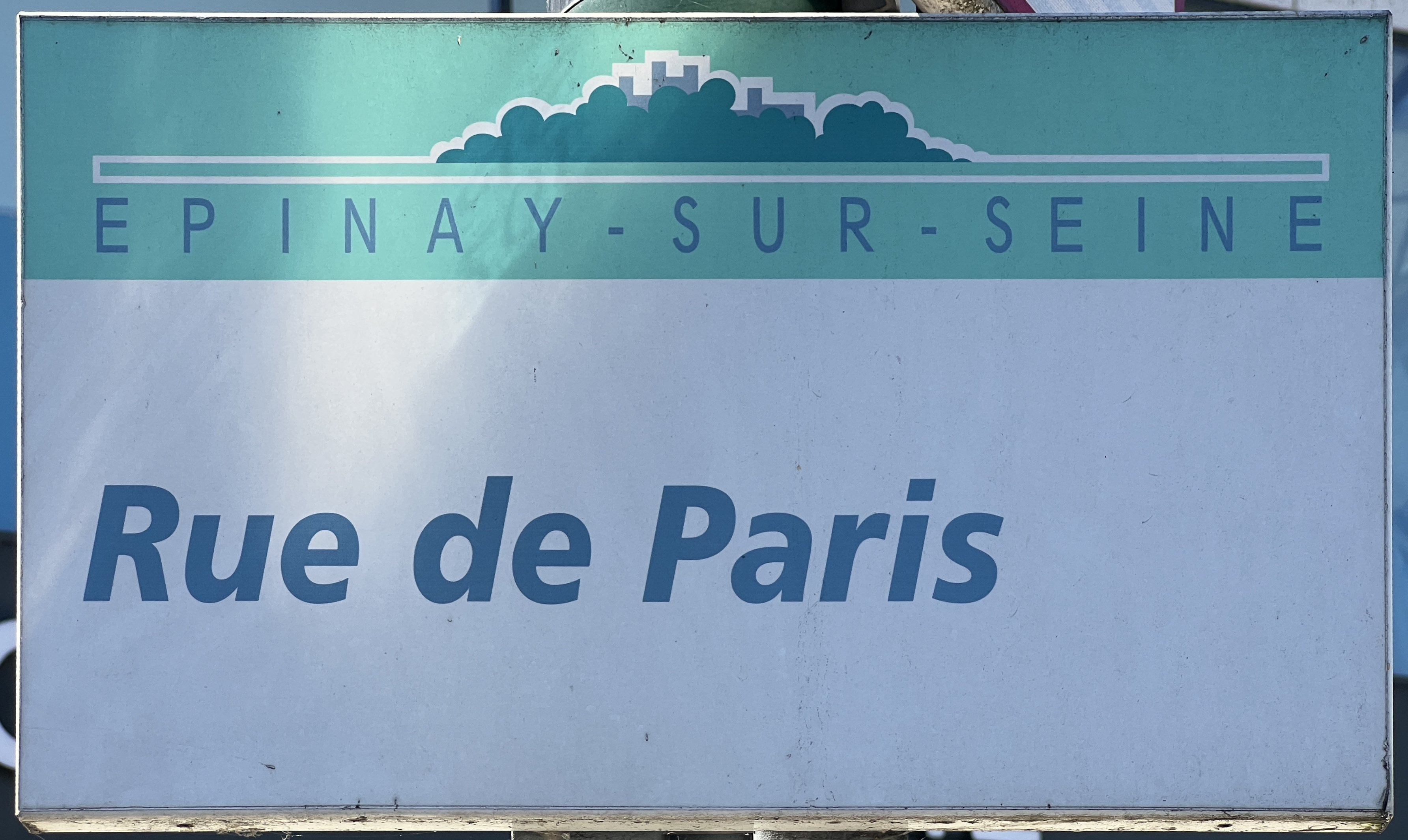
Plaque de la rue.

Cette rue est le chemin le plus direct vers Paris, en contournant la Seine, via Saint-Denis.

## Bâtiments remarquables et lieux de mémoire
- Église Saint-Médard.
- Cimetière d'Épinay-sur-Seine.

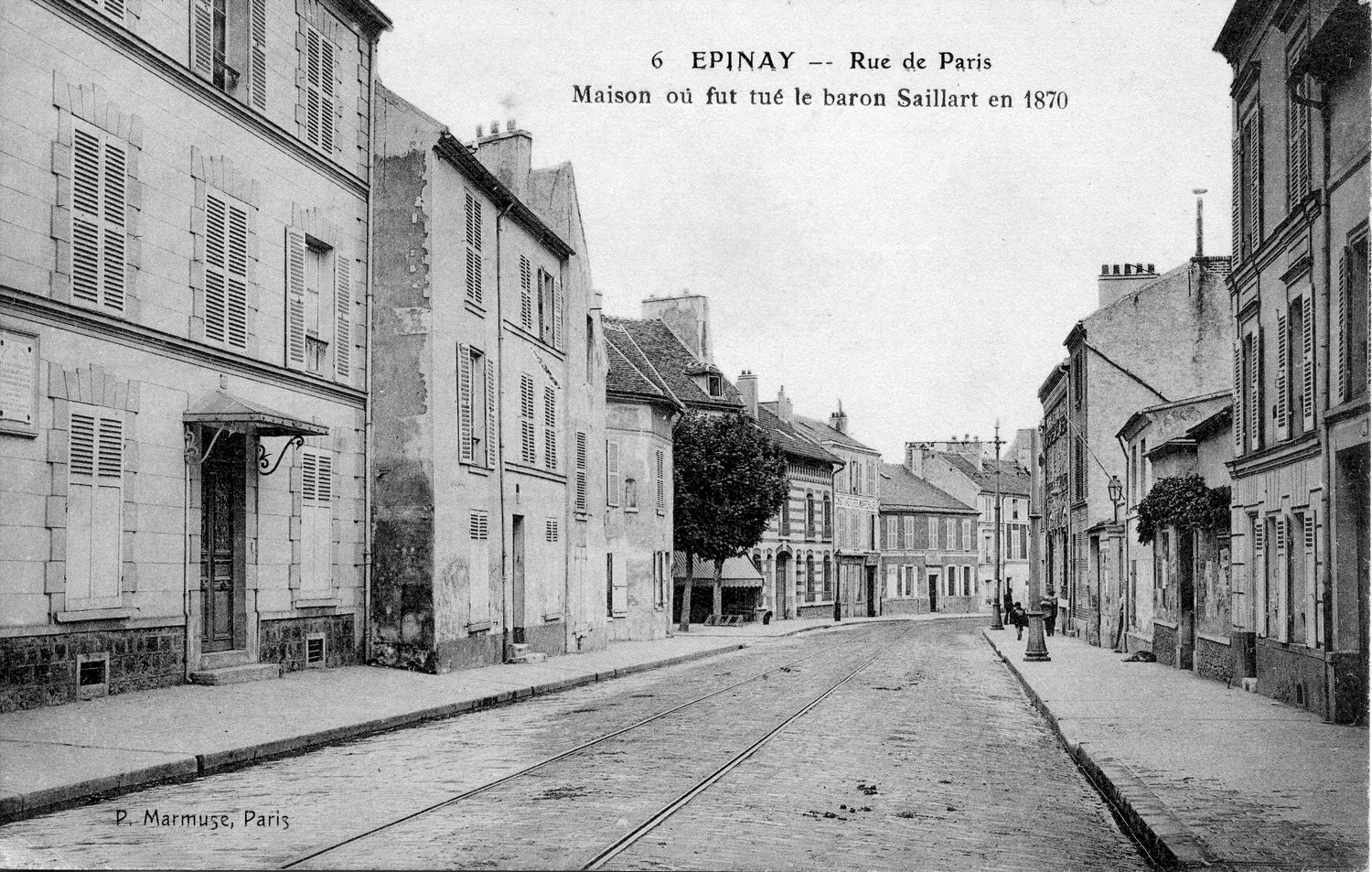
Rue de Paris, maison où fut tué le Baron Saillart en 1870
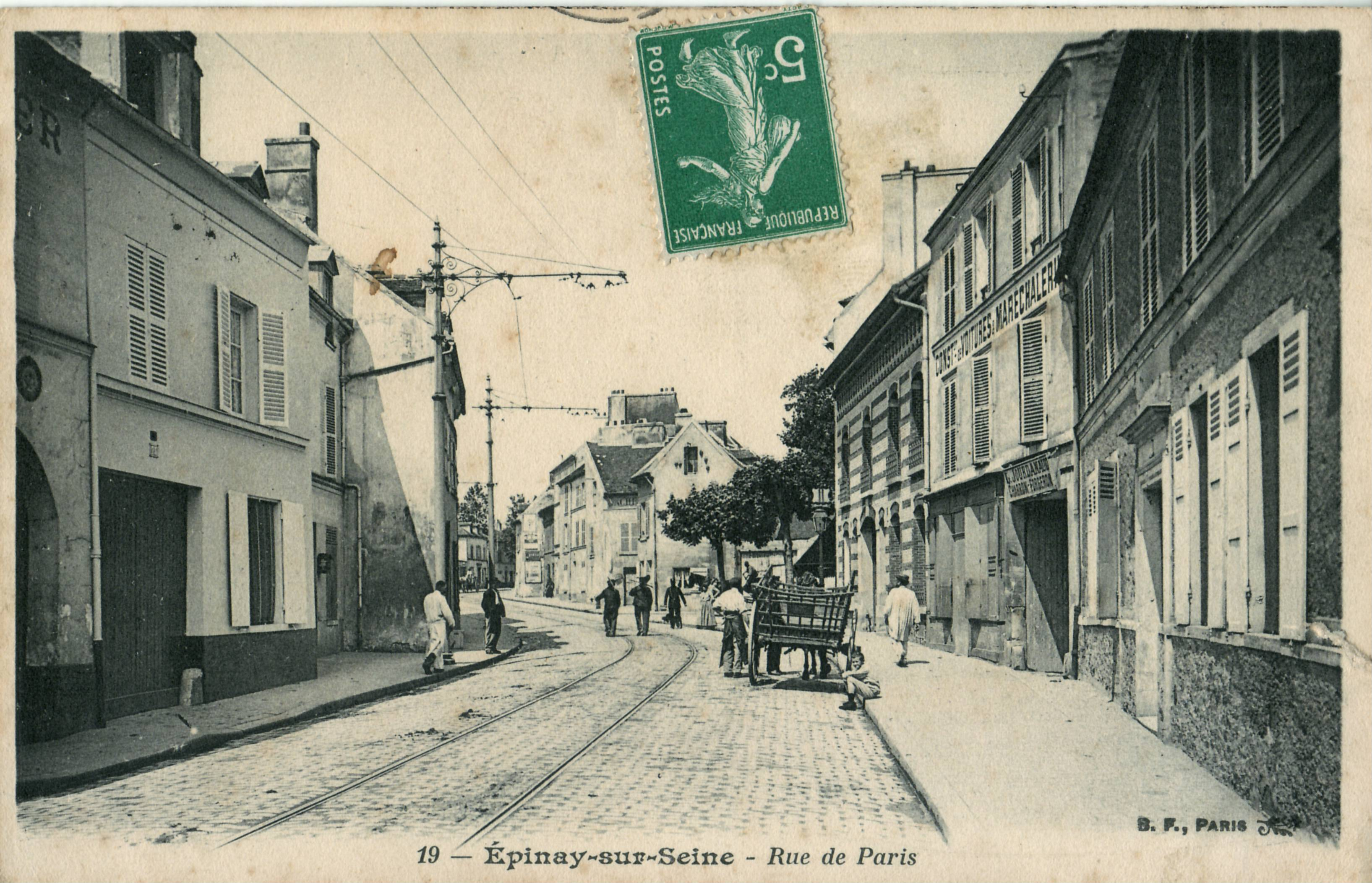
La rue de Paris
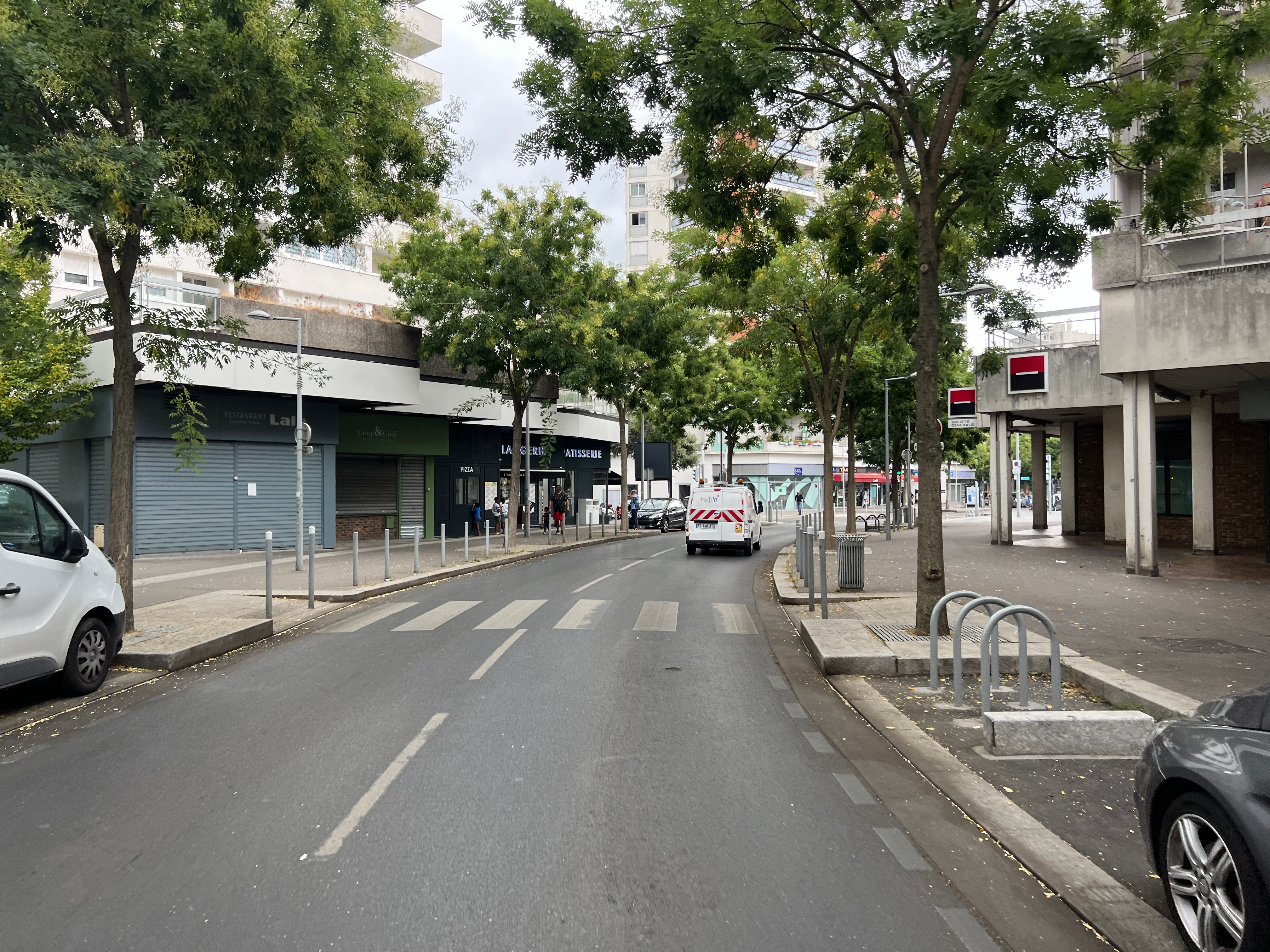
La rue en août 2022.